# Ten (canal de televisão)
TEN é um canal de televisão aberta espanhol, pertencente a Central Broadcaster Média, do Grupo Secuoya - New Atlantis. O canal, controlado desde os estudos de Grupo Secuoya em Alcobendas (Madri), emite em aberto através da TDT e através dos principais operadores como Movistar+, Vodafone TV, Orange TV e Telecable. Suas emissões regulares começaram às 22:00 h do dia 28 de abril de 2016 com um vídeo especial do lançamento da corrente.

## História
O canal iniciou suas emissões em provas, mediante um bucle, o 24 de dezembro de 2015  baixo a denominação de 10. Dois meses mais tarde, o 18 de fevereiro de 2016, Raúl Berdonés anunciou que o canal denominar-se-ia Ten e que iniciaria suas emissões regulares o 28 de abril às 23:59 horas ainda que finalmente começaram às 22:00. 

## Programação
A corrente emite programas no âmbito do actual, de entretenimento, docu-shows e reality. A todos eles dedicar-se-á grande parte da programação da corrente.

## Imagem corporativa

Logotipo de 10, segundo logótipo, utilizado em suas emissões em provas.
Logotipo da Ten de 2016 á 2021
Logotipo da Ten de 2021 a 2024
Atual Logotipo da Ten, desde 2024